# 東北里駅
東北里駅（トンブンニえき）は朝鮮民主主義人民共和国平壌直轄市龍城区域にある、朝鮮民主主義人民共和国鉄道省の駅である。

## 乗り入れ路線
平羅線、龍城線の計2路線が乗り入れている。

## 隣の駅
朝鮮民主主義人民共和国鉄道省
平羅線
中二駅 - 東北里駅 - 裵山店駅
龍城線
セドン駅 - 東北里駅